# Olympic Federation of Ireland
Die Olympic Federation of Ireland (irisch Cónaidhm Oilimpeach na hÉireann) ist das Nationale Olympische Komitee Irlands.

## Geschichte
Das NOK wurde 1920 als Irish Olympic Council gegründet und am 3. Juni 1922 vom Internationalen Olympischen Komitee anerkannt. 1952–2018 wurde es als Olympic Council of Ireland (Comhairle Oilimpeach na hÉireann) bezeichnet. 